# Лабинск
Лаби́нск — город в Краснодарском крае. Административный центр Лабинского района и Лабинского городского поселения. Является бальнеологическим курортом местного значения.

## География
Город расположен на правом берегу реки Лаба, в предгорьях Главного Кавказского хребта, в 180 км к юго-востоку от Краснодара. Расстояние до Москвы 1415 км. Расстояние до Чёрного моря 202 км (по автомобильной дороге в г. Туапсе). Через реку Лаба город соединен двумя автомобильными мостами с Кошехабльским районом республики Адыгея. По территории Лабинска протекает река Кукса, правый приток Лабы. 
В 4 километрах севернее Лабинска расположен поселок Прохладный, который входит в состав Лабинского городского поселения.

## Климат
| Показатель                    | Янв. | Фев. | Март | Апр. | Май  | Июнь | Июль | Авг. | Сен. | Окт. | Нояб. | Дек. | Год  |
| ----------------------------- | ---- | ---- | ---- | ---- | ---- | ---- | ---- | ---- | ---- | ---- | ----- | ---- | ---- |
| Средний суточный максимум, °C | 2,4  | 2,6  | 7,1  | 14,5 | 19,7 | 23,1 | 26,5 | 25,7 | 21,1 | 15,3 | 8,6   | 3,4  | 14,2 |
| Средняя температура, °C       | −0,2 | −0,4 | 3,7  | 10,1 | 14,9 | 18,4 | 21,7 | 21,1 | 16,7 | 11,3 | 5,4   | 1,0  | 10,3 |
| Средний суточный минимум, °C  | −2,9 | −3,6 | 0,0  | 5,4  | 9,8  | 13,3 | 16,5 | 15,9 | 11,9 | 7,3  | 2,4   | −1,8 | 6,3  |
| Норма осадков, мм             | 83   | 73   | 69   | 74   | 81   | 100  | 79   | 75   | 74   | 91   | 94    | 99   | 990  |

## История
История основания Лабинска связана с Кавказской войной и созданием особой военно-стратегической линии на реке Лаба. До событий Кавказской войны, на месте города находился адыгский аул Чатыун (адыг. Чэтыун), дословный перевод названия которого означает «Кошачий глаз» или «Кошкин дом». 
- В 1841 году[4] при Махошевском укреплении, переселёнными на Кубань донскими казаками была основана станица Лабинская в составе Линейного войска. Позднее сюда переселялись и крестьяне. После Октябрьской революции 1917 года и последовавшей за ней Гражданской войны, станица к 1920 году стала контролироваться Советской властью. В 1924 году был образован Лабинский район, с административным центром в станице Лабинской.

Летом 1942 станица была оккупирована войсками Третьего рейха. 25 января 1943 года Лабинская была освобождена. В станице с апреля 1943 базировался 102-й авиаполк (1-я ад дд) на Ли-2, который бомбил по ночам скопления немецкой техники и войск в оккупированных районах Для введения в заблуждение авиации противника был создан ложный аэродром рядом с настоящим под командованием лейтенанта П. Томилина. Здесь выкладывали ночной старт, стоял освещённый по ночам макет самолёта Ли-2. Когда самолёты полка возвращались с бомбёжек на базу, они снижались к ложному аэродрому, но шли дальше него с потушенными огнями. Макет же самолёта машиной таскали по ВПП. В одну из ночей ложный аэродром был обнаружен врагом и массированным ударом с воздуха «уничтожен». После этого полк некоторое время «мог передохнуть и спокойно работать, не опасаясь бомбёжки»
23 октября 1947 года станице присвоен статус города и имя Лабинск (наименование «город Лабинск» также использовалось и немецкими властями в годы Великой Отечественной войны). 12 января 1965 года город Лабинск был отнесён к категории городов краевого подчинения.
Застройка города представлена в основном частным сектором, но также имеются районы застроенные преимущественно пятиэтажными домами: 300-тый квартал и посёлок сахарного завода. С 1997 года город — курорт местного значения. По состоянию на 2020 год в Лабинске насчитывается 419 улиц.

## Герб

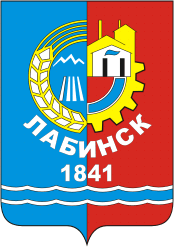
Герб (1970)
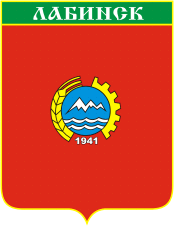
Герб в 1990-х
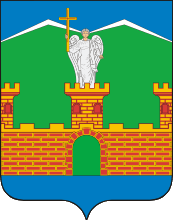
Герб с 2007 года

Действующий с 2007 года герб утверждён решением Совета Лабинского городского поселения Лабинского района от 23.08.2007 г. № 144

## Население
| 1926    | 1939    | 1959    | 1967    | 1970    | 1973    | 1976    | 1979    | 1982    | 1986    | 1987    | 1989    |
| ------- | ------- | ------- | ------- | ------- | ------- | ------- | ------- | ------- | ------- | ------- | ------- |
| 28 831  | ↗30 003 | ↗41 944 | ↗49 000 | ↗49 982 | ↗54 000 | ↘53 000 | ↗53 988 | ↗56 000 | ↗58 000 | →58 000 | ↘57 958 |
| 1992    | 1996    | 1998    | 2000    | 2001    | 2002    | 2003    | 2005    | 2006    | 2007    | 2008    | 2009    |
| ↗59 200 | ↗64 300 | ↘63 100 | →63 100 | ↘62 700 | ↘61 446 | ↘61 400 | ↘61 200 | ↘61 100 | ↗61 200 | ↘61 100 | ↗61 328 |
| 2010    | 2011    | 2012    | 2013    | 2014    | 2015    | 2016    | 2017    | 2018    | 2019    | 2020    | 2021    |
| ↗62 864 | ↘62 800 | ↗62 948 | ↘62 076 | ↘61 195 | ↘60 971 | ↘60 665 | ↗60 889 | ↘60 164 | ↘59 842 | ↘59 330 | ↘57 428 |
| 2023    | 2025    |         |         |         |         |         |         |         |         |         |         |
| ↘56 128 | ↘55 434 |         |         |         |         |         |         |         |         |         |         |

На 1 января 2025 года по численности населения город находился на 287-м месте из 1124 городов Российской Федерации.
Национальный состав
По данным Всероссийской переписи населения 2010 года:
| Народ                     | Численность, чел. | Доля от всего населения, % |
| ------------------------- | ----------------- | -------------------------- |
| русские                   | 57 702            | 91,79 %                    |
| армяне                    | 2 076             | 3,30 %                     |
| украинцы                  | 729               | 1,16 %                     |
| другие                    | 1 877             | 2,99 %                     |
| не указана национальность | 480               | 0,76 %                     |
| Всего                     | 62 864            | 100,0 %                    |

По итогам переписи населения 2020 года проживали следующие национальности (национальности менее 0,1 % и другое см. в сноске к строке «Другие»):
| Национальность | Численность, чел. | Доля     |
| -------------- | ----------------- | -------- |
| Русские        | 53 130            | 92,52 %  |
| Армяне         | 1370              | 2,39 %   |
| Цыгане         | 198               | 0,34 %   |
| Украинцы       | 179               | 0,31 %   |
| Адыгейцы       | 108               | 0,19 %   |
| Азербайджанцы  | 92                | 0,16 %   |
| Татары         | 78                | 0,14 %   |
| Грузины        | 65                | 0,11 %   |
| Другие         | 2208              | 3,84 %   |
| Итого          | 57 428            | 100,00 % |

## Местное самоуправление
11 июня 2020 досрочно сложил полномочия главы Лабинска Александр Курганов. Врио стал его заместитель Павел Манаков. 16 июня 2020 года исполняющим обязанности главы поселения был назначен Сергей Шеремет, до этого занимавший должность  заместителя главы Лабинского района 2 сентября 2020 года депутаты совета выбрали его из кандидатов, отобранных конкурсной комиссией. 4 сентября он вступил в должность

## Экономика

### Промышленность
Ведущие отрасли города — химическая и пищевая промышленность: консервный, сахарный (закрыт в 2020 году), молочный, маслоэкстракционный заводы, сыродельный и мясной комбинаты (мясокомбинат закрыт в 2012 году), предприятие по розливу минеральной воды. К градообразующими предприятиями города относятся ЗАО «Лабинский маслоэкстракционный завод», ОАО «Сыродел», ОАО «Лабинский элеватор», ОАО «Лабинский хлебозавод», ООО «Растительное масло „Лабинское“», НАО «Лабинское ДРСУ», ЗАО «Химик» и ЗАО «Лабинская линия» (производство минеральной воды «Лабинская» и пива), ООО «Литейщик». Также в Лабинске действуют производство тары (ООO «Лабинский деревообрабатывающий комбинат» и ООО «Тарный комбинат»), АО «Агронова» (органические растениеводство и овощеводство). Развито скорняжное производство: меховые шапки, шубы (норка, песец, нутрия)

### Сельское хозяйство
На территории города и в его окрестностях выращивают зерновые и картофель, также развиты бахчеводство, молочное скотоводство, свиноводство. 

### Туризм
В восточной части города на улице Водоисточная находится бальнеологический санаторий «Лаба», предоставляющий санаторно-курортные и медицинские услуги. В санатории используется минеральная вода из двух скважин Лабинского месторождения. Имеется несколько термальных бассейнов. При профилактическом лечении используются бальнеология и грязелечение, аппаратная терапия и массаж, ингаляции и терренкур, ЛФК и спелеотерапия.. 
В окрестностях Лабинска расположены несколько баз отдыха, на которых активно развивается экотуризм

### Финансовые услуги
В городе расположены отделения и офисы Сбербанка России, Россельхозбанка, Почта Банка, Совкомбанка, Транскапиталбанка, РНКБ, банков «Кубань Кредит» и «Центр-инвест»

## Транспорт

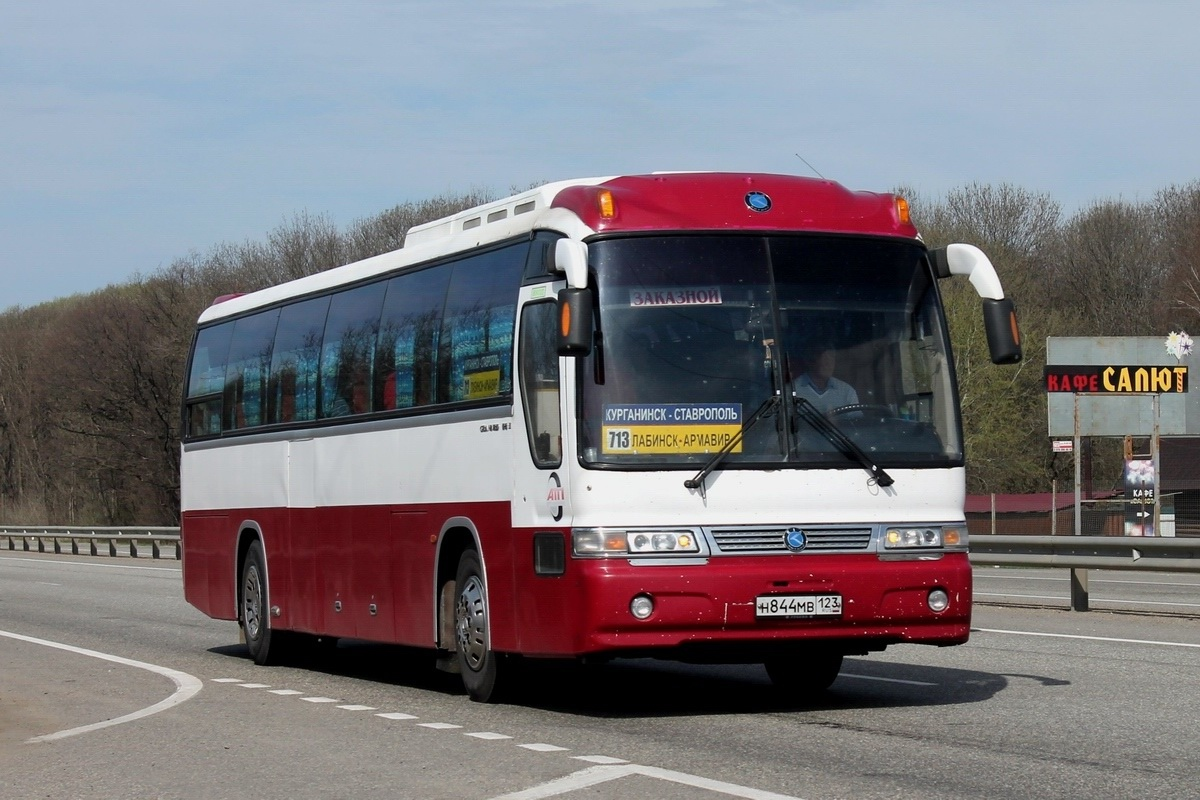
Автобус на маршруте Лабинск — Армавир. 2016 год.

В городе находится автовокзал «Лабинский», осуществляющий пассажирские междугородние перевозки практически во все направления юга России, в том числе автобусное сообщение с Москвой. 
В границах Лабинского городского поселения действуют несколько муниципальных автобусных маршрутов. Перевозки осуществляются маршрутным такси (9 маршрутов). С 2019 года на маршрутах № 1, № 3 и №110 используются низкопольные микроавтобусы ГАЗель City Также работают службы такси.
В городе имеется железнодорожная станция Лабинская, на ветке до Курганинска. Пассажирское движение на ветке прекращено в 2000 году из-за малого пассажиропотока, в настоящее время ветка используется для движения товарных составов.

## Социальная сфера

### Образование
В городе расположены 10 общеобразовательных школ. Дополнительное образование в музыкальной и художественной сфере предоставляет Детская школа искусств им. М. А. Васина (музыкальное отделение, живопись, музыкальное искусство, хореографическое искусство). Дополнительное образование в спортивной сфере предоставляет спортивная школа «Лидер».
Среднее профессиональное образование предоставляют Лабинский медицинский колледж, Лабинский аграрный техникум — одно из старейших учебных заведений Кубани, основан в 1931 году, Лабинский социально-технический техникум.

### Культура
В центре города на улице Советская находится Лабинский музей истории и краеведения имени Ф. И. Моисеенко. Музей основан в 1991 году, имеет постоянную экспозицию. В отдельном здании в городском парке действует «Выставочный зал», где проходят временные выставки художников. 
Также на улице Советская находится центр досуга и кино «Восход» — однозальный кинотеатр. Кинотеатр «Восход» был построен в 1968 году.
На улице Карла Маркса, рядом со зданием администрации Лабинского района, находится Лабинский культурный центр — городской дом культуры. В нём действуют кружки и студии, а также проходят лекции, концерты, выступления, кинопоказы.
Действует центральная библиотека им. Д. С. Лихачева с филиалами. 

### Здравоохранение
Медицинское обслуживание населения города и района осуществляет ГБУЗ Лабинская ЦРБ на 500 койко-мест. Также имеются детская и взрослая поликлиники, станция скорой медицинской помощи, противотуберкулезный диспансер, филиал кожно-венерологического диспансера, женская консультация, стоматологическая поликлиника, филиал психиатрической больницы № 6.

### Спорт
В Лабинске расположен стадион «Труд», с плавательным бассейном, а также физкультурного оздоровительный комплекс «Олимп». Действуют различные детские спортивные секции.

### Религия
В Лабинске расположены 6 храмов Русской православной церкви: соборный храм Успения Пресвятой Богородицы (Свято-Успенский), храм Святителя и Чудотворца Николая (Свято-Никольский), храм святого благоверного великого князя Александра Невского, храм Иверской иконы Пресвятой Богородицы, и два небольших храма на территории центральной районной больницы. Все они относятся к Лабинскому благочинию, которое в структуре РПЦ входит в Армавирскую епархию Кубанской митрополии.
Также имеется приход армянской апостольской церкви. На улице Луговая, около железнодорожного проезда, строится церковь Сурб Саркис. Действуют часовня Сурб Карапет (2002) и церковь Сурб Карапет (2006) в Новом Мире.

## Известные уроженцы
- Родившиеся в Лабинске

## Города-побратимы
- Агинское, Забайкальский край (2016)